# Длиннохвостая лодка

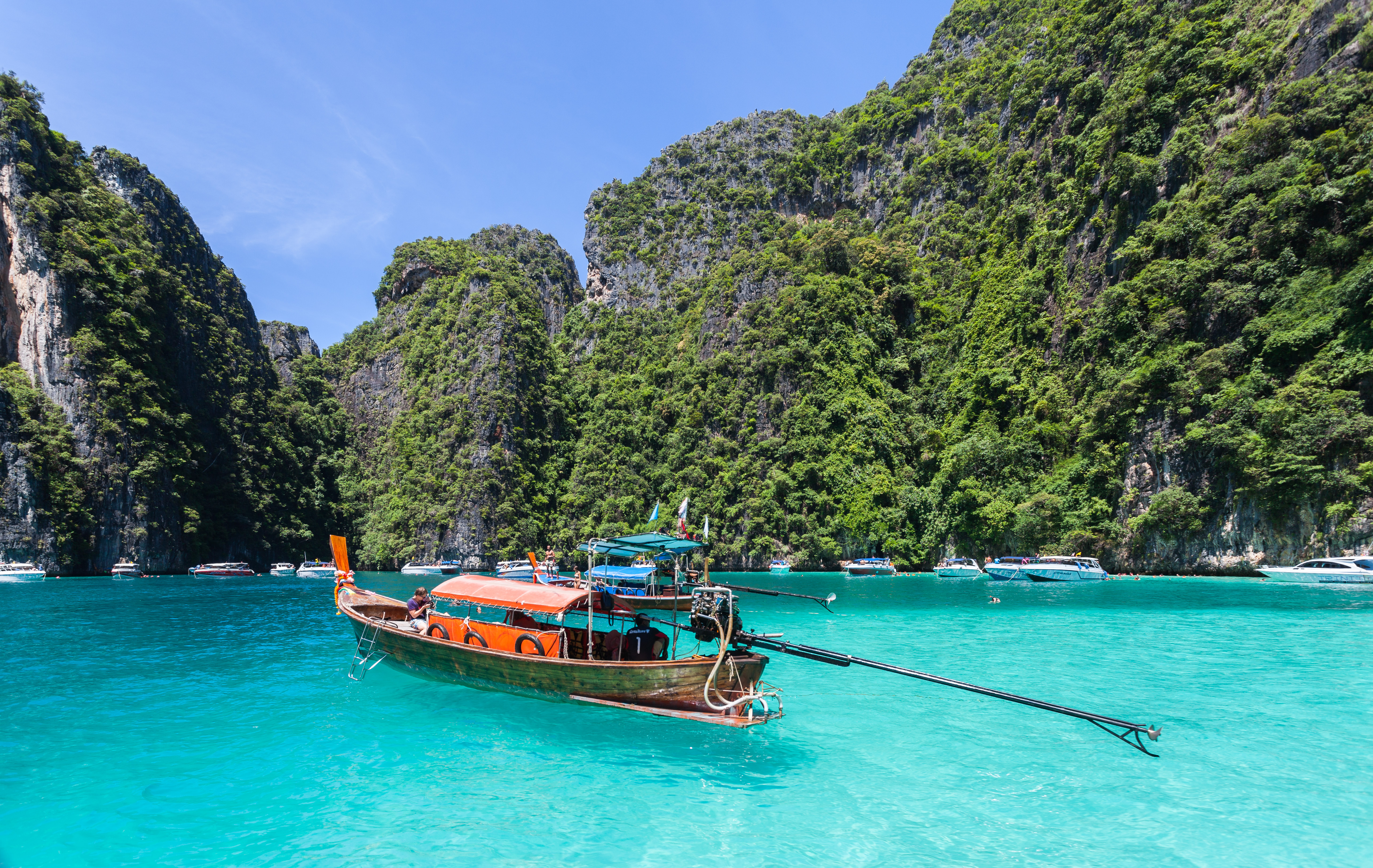
У острова Пхи-Пхи-Ле, Таиланд.

Длиннохвостая лодка (тайс. เรือหางยาว) — тип лодки, распространённый в Юго-Восточной Азии, особенно в Таиланде и Малайзии. Эта узкая лодка изготавливается из гладко отполированного дерева, длина её обычно составляет 14—18 метров, но может достигать и 30 метров. Своё название длиннохвостая лодка получила из-за своеобразного «хвоста», находящегося сзади и имеющего в длину 2—4 метра и более: именно на его конце крепится винт, вращаемый мощным двигателем, как правило от грузовика или пикапа. «Хвост» можно поворачивать на 180°, что придаёт лодке отличную управляемость. Длиннохвостые лодки часто используются как своеобразное такси для перевозки пассажиров-туристов, поэтому они как правило оборудованы сидячими местами и навесом от солнца. Многие владельцы таких лодок относятся к своему транспорту с трепетом и почтением: украшают носовую часть свежими цветами, яркими лентами и гирляндами, ставят там свечи, окуривают лодку ароматическими палочками.
Длиннохвостые лодки очень шумны, так как открытый двигатель находится на корме, «на виду»; при движении они поднимают большую волну.
В некоторых провинциях Таиланда проводятся гонки на длиннохвостых лодках.